# Богомолов, Борис Дмитриевич
Борис Дмитриевич Богомолов (1886—1920) — русский поэт, прозаик.

## Биография
Сын купца 2-й гильдии из крестьян Ярославской губернии. В 1903 году окончил Санкт-Петербургское коммерческое училище. Служил в бухгалтерии Государственного банка, писал брошюры о производстве бумаги, клея и т. п. В 1906 году опубликовал стихотворение «Из дневника»; в 1907 году поэму «Драма в лесу», «кровавый» сюжет которой получил «декоративно-кукольное» воплощение (в частности, из-за комического пристрастия автора к уменьшительно-ласкательным суффиксам). Строже (с ориентацией на исторические баллады А. К. Толстого) написаны поэма «Запорожцы» (1909; перепечатана в газете «Тавричанин», 1912), сборник «Стихи» (1913), а также сборник «Сказы. Подарок воинам» (1914), воспевающий в духе официозных настроений военного времени русского ратного богатыря, национальные святыни, патриотические традиции. Стихи и юмористические рассказы Богомолова печатались в петербургских журналах «Весна», «На берегах Невы», «На досуге», «Север», «Русский паломник», «Почтово-телеграфный вестник» и др..
В 1912―1914 Богомолов был близок к эгофутуристам, выступил с одной из первых статей об И. Северянине (1911) и рецензией на альманах «Оранжевая урна» (1912). В 1913 вместе с В. Баяном принимал участие в турне Ф. Сологуба (сентябрь 1913). В конце года они готовили собственное турне ― «титанов русской поэзии»: были отпечатаны открытки с их портретами, сборник статей-манифестов «Критик. Пантеон изящной мировой литературы и вселенской поэзии» (1914; издание осуществлено с помощью И. И. Ясинского). В 1914 году выступал с эгофутуристами в Москве и Петербурге.
Стихи Богомолова для детей, в основном на сказочные и религиозные темы (с 1909 года печатались в журналах «Задушевное слово», «Малютка», «Игрушечка», «Лукоморье», «Жаворонок»), часто построены на занимательных сюжетах, с пониманием детского мироощущения. Сборнику детских стихов Богомолова «Царевна Зоренька» (1913) предпосланы слова И. Северянина, который со свойственным ему гиперболизмом называл Богомолова «единственно истинным русским детским поэтом».
После 1917 года Богомолов сблизился с поэтами Пролеткульта (сборник «Стихотворения», 1919).
Другие произведения. Сборники стихов: «В пути» (1908), «На распутье» (1909). Статьи: «В. В. Башкин» (1909), «Поэт Петр Муринский, его жизнь и скитания» (1912), «Обретённый Китеж. Душевные строки о народном поэте Н. Клюеве» (1917).